# 葉山風花
葉山 風花（はやま ふうか、1月28日 - ）は、日本の女性声優。大阪府出身。ホーリーピーク所属。

## 経歴
小学生の頃に姉から『ラブライブ! スクールアイドルフェスティバル』を紹介されたことがきっかけで、『ラブライブ!シリーズ』のファンになる。2024年4月13日、『ラブライブ!蓮ノ空女学院スクールアイドルクラブ』公式Xにて、新メンバーの徒町小鈴役を担当することが発表された。
2024年11月2日より、文化放送QloveRにて自身初の冠番組である『葉山風花のHappy Lucky!』の配信が始まった。

## 人物
特技は歌唱、マラソン、イラスト。趣味はダンス、文房具集め。前述の通りラブライブ!シリーズのファンであり、全シリーズに推しがいる。とりわけ『ラブライブ!サンシャイン!!』の津島善子には強い思い入れがあり、キャラクターの誕生日には勉強机にグッズを並べて祭壇を作成していた。

## 出演
太字はメインキャラクター。

### ゲーム
- Link!Like!ラブライブ!（2024年 - 2025年、徒町小鈴[3][8]）

### ラジオ
※はインターネット配信。
- 葉山風花のHappy Lucky!（2024年 - 、QloveR※・文化放送[注 1][3][6]）